# Hr.Ms. Dolfijn (1942)
De Hr.Ms. Dolfijn was een Nederlandse onderzeeboot van de U-klasse. De boot werd door de Britse scheepswerf Vickers Armstrong uit Barrow, als P 47 gebouwd voor de Royal Navy.
Omdat de Nederlandse marine een verzoek had ingediend voor drie T-klasse onderzeeboten en de Britse marine daar niet aan kon voldoen werd de P 47 nog voordat het werd afgebouwd overgedragen aan de Nederlandse marine. Tot 14 november 1942 daaraan volgend doorliep de Dolfijn een serie tests.
Tijdens de eerste patrouille, in de Golf van Biskaje, kreeg de Dolfijn de kans om een Duitse onderzeeboot aan te vallen, maar de aanval mislukte. Aan het eind van deze patrouille voer de boot naar Gibraltar waar hij op 6 januari 1943 aankwam. Zeven dagen later vertrok de Dolfijn voor de volgende patrouille. Ditmaal ten zuidoosten van Spanje. Tijdens die patrouille werden er geen schepen aangevallen. Aan het eind van deze reizen voer de Dolfijn naar Algiers. Van 23 januari tot 7 november 1943 was de Dolfijn verbonden aan het 8ste flottielje onder Brits operationeel commando. Gedurende de stationering in Algiers kon de Dolfijn de volgende schepen beschadigen of tot zinken brengen:
Gezonken
- 09-02-1943 Italiaans onderzeeboot Malachite (697 ton)
- 29-03-1943 Italiaans vrachtschip Egle (1143 ton)
- 04-07-1943 Italiaans hulp patrouillevaartuig V50 / Adalia (165 ton)
- 12-07-1943 Italiaans zeilschip Stefano Galleano (137 ton)
- 13-09-1943 Twee kleine Duitse schepen
- 15-09-1943 Frans vrachtschip wrak Dalny (6672 ton)

Beschadigd
- 04-07-1943 Italiaans vrachtschip Sabia (5788 ton)
- 11-09-1943 Italiaans vrachtschip Humanitas (7890 ton)